# Schendyla capusei
Schendyla capusei är en mångfotingart som först beskrevs av Darabantu och Matic 1969.  Schendyla capusei ingår i släktet Schendyla och familjen småjordkrypare.
Artens utbredningsområde är Rumänien. Inga underarter finns listade i Catalogue of Life.